# Malische Fußballnationalmannschaft (U-20-Männer)
Die malische U-20-Fußballnationalmannschaft ist eine Auswahlmannschaft malischer Fußballspieler. Sie unterliegt der Fédération malienne de football und repräsentiert sie international auf U-20-Ebene, etwa in Freundschaftsspielen gegen die Auswahlmannschaften anderer nationaler Verbände oder bei U-20-Afrikameisterschaften und U-20-Weltmeisterschaften.
Das beste Ergebnis bei einer Weltmeisterschaft erreichte die Mannschaft mit dem dritten Platz 1999 in Nigeria sowie 2015 in Neuseeland.
1989 erreichte sie das Finale der Afrikameisterschaft, verlor dieses jedoch gegen Nigeria. Bei der Afrikameisterschaft 2003 in Burkina Faso wurde sie Dritter.

## Teilnahme an U-20-Weltmeisterschaften
| 1977 | nicht qualifiziert |
| 1979 | nicht qualifiziert |
| 1981 | nicht qualifiziert |
| 1983 | nicht qualifiziert |
| 1985 | nicht qualifiziert |
| 1987 | nicht qualifiziert |
| 1989 | Vorrunde           |
| 1991 | nicht qualifiziert |
| 1993 | nicht qualifiziert |
| 1995 | nicht qualifiziert |
| 1997 | nicht qualifiziert |
| 1999 | 3. Platz           |
| 2001 | nicht qualifiziert |
| 2003 | Vorrunde           |
| 2005 | nicht qualifiziert |
| 2007 | nicht qualifiziert |
| 2009 | nicht qualifiziert |
| 2011 | Vorrunde           |
| 2013 | Vorrunde           |
| 2015 | 3. Platz           |
| 2017 | nicht qualifiziert |
| 2019 | Viertelfinale      |
| 2023 | nicht qualifiziert |

## Teilnahme an U-20-Afrikameisterschaften
| 1979 | Vorrunde           |
| 1981 | nicht teilgenommen |
| 1983 | nicht teilgenommen |
| 1985 | nicht teilgenommen |
| 1987 | nicht teilgenommen |
| 1989 | 2. Platz           |
| 1991 | nicht qualifiziert |
| 1993 | nicht qualifiziert |
| 1995 | 4. Platz           |
| 1997 | Vorrunde           |
| 1999 | 5. Platz           |
| 2001 | Vorrunde           |
| 2003 | 3. Platz           |
| 2005 | Vorrunde           |
| 2007 | nicht qualifiziert |
| 2009 | Vorrunde           |
| 2011 | 4. Platz           |
| 2013 | 4. Platz           |
| 2015 |                    |
| 2017 | Vorrunde           |
| 2019 | Sieger             |
| 2021 | nicht qualifiziert |
| 2023 | nicht qualifiziert |